# Strada statale 757 della Val Boglione
La strada statale 757 della Val Boglione (SS 757) è una strada statale italiana il cui percorso si sviluppa in Piemonte. Percorrendo l'omonima valle, rappresenta un'alternativa alla strada statale 456 del Turchino nel tratto compreso tra Nizza Monferrato e Acqui Terme

## Percorso
La strada ha origine a Gianola, frazione di Castel Boglione, innestandosi sulla strada statale 456 del Turchino. Proseguendo in direzione sud raggiunge l'abitato di Castel Boglione, superato il quale procede in direzione sud-est fino al raggiungimento della strada statale 30 di Val Bormida nei pressi di Terzo. 

## Storia
La strada era tradizionalmente classificata come strada provinciale 45 Maranzana-Terzo (SP 45) nel tratto tra Gianola e Castel Boglione in provincia di Asti e come parte della strada provinciale 230 della Val Boglione (SP 230) tra Castel Boglione e Terzo in provincia di Alessandria; è stata poi oggetto della seconda tranche del cosiddetto piano Rientro strade, per cui la competenza è passata all'ANAS il 10 maggio 2021.
La strada ha ottenuto la classificazione attuale nel corso del 2022 con i seguenti capisaldi di itinerario: "Innesto con la S.S. n. 456 presso Gianola - Innesto con la S.S. n.30 presso Terzo".